# Escándalo de los sobornos de Siemens AG en Argentina
El escándalo de los sobornos de Siemens AG en Argentina se refiere a los pagos ilegales que realizó la empresa Siemens AG en relación con una licitación pública convocada en 1996 por el gobierno argentino que incluía la impresión de los nuevos Documentos Nacionales de Identidad, de los padrones electorales y la informatización de los pasos fronterizos. Siemens AG declaró que los pagos tuvieron inicialmente el propósito de ganar la licitación y que más adelante se hicieron otros para tratar de evitar que las nuevas autoridades argentinas rescindieran el contrato. 
Cuando a raíz de la crisis económica el Congreso Argentino dispuso en noviembre de 2000 la revisión de todos los contratos del Estado, el nuevo presidente, el radical Fernando de la Rúa realizó una renegociación en un clima de presiones por parte del gobierno alemán pero el acuerdo no pudo concretarse por la cerrada negativa de Siemens de revelar su estructura de costos. El gobierno rescindió el contrato en mayo de 2001 y la empresa inició juicio reclamando una importante indemnización de Argentina. 
Como consecuencia de una investigación realizada en los Estados Unidos, que hacía peligrar sus negocios en ese país, Siemens AG reconoció en el año 2008 que había realizado dichos pagos ilegales e individualizó a algunos de los receptores de los mismos que, según su versión, incluían entre otros funcionarios al presidente Carlos Saúl Menem y a su Ministro del Interior Carlos Corach, ambos del entonces gobernante Partido Justicialista,[cita requerida] quienes a su vez negaron categóricamente el hecho.
A raíz de estas revelaciones se inició en Argentina una investigación judicial que todavía está en marcha.
Siemens AG reconoció que esos pagos eran parte de una práctica generalizada de soborno de funcionarios pues también lo había estado haciendo en otros países y en relación con casi 300 contratos. [cita requerida]

## Antecedentes de la licitación
En 1991 el gobierno del presidente Menem había llegado a un preacuerdo con la empresa estatal francesa Sofremi para adjudicarle en forma directa la confección de los DNI pero ante los muchos cuestionamientos al procedimiento desistió de concretar el contrato y dispuso un llamado a licitación. Se considera que el caso fue uno de los detonantes de la renuncia del Ministro del Interior Julio Mera Figueroa y su reemplazo por José Luis Manzano. La sospecha de irregularidades sobre el procedimiento hicieron que en 1991 el juez Oscar Garzón Funes declarara ilegítimo el decreto que autorizaba la adjudicación.
En 1994 Menem firmó el decreto 1310/94, como consecuencia del cual el 26 de agosto de 1996 se realizó el llamado a licitación pública para instrumentar y operar un sistema de control migratorio y de identificación de personas. El juez Garzón Funes suspendió la licitación con el argumento de que ambas atribuciones eran funciones exclusivas del Estado Nacional, por lo que delegarlas en empresas privadas suponía un riesgo para la seguridad nacional pero su decisión fue revocada por la Cámara de Apelaciones.

## El cuestionamiento de la licitación
Los diputados del Frepaso Darío Alessandro y Juan Pablo Cafiero sospechaban que la licitación había sido preparada a medida para que la ganara el empresario Alfredo Yabrán pero, según ellos afirman, el desprestigio que lo envolvió al ser involucrado en el asesinato del periodista gráfico José Luis Cabezas obligó al gobierno a modificar su estrategia. En los pedidos de suspensión de la licitación que sin éxito presentaron ante la justicia, los diputados objetaban que fuera obligatorio que los DNI se entregaran a domicilio -lo cual aumentaba su precio-, que debieran ser renovados al cumplir 30 años y que el Estado asumiera gastos que debieran estar a cargo de la adjudicataria. Criticaban también que al haberse reunido en una sola licitación diversas tareas la magnitud del proyecto hacía que solamente unas pocas empresas pudieran competir.
Si bien desde el gobierno se argumentaba que el pago que deberían hacer los ciudadanos para obtener el documento nacional de identidad financiaría el resto del proyecto, ello no era exacto, ya que Siemens percibiría también los trámites migratorios que se realizarán (la empresa cotizó 205,70 pesos para la solicitud de la admisión de residencia o la renovación), la impresión de los padrones ($ 11,90 cada 5000 electores y una copia) y los trámites de actualización del DNI y de cambio de domicilio.
Con un padrón de no menos de 23 millones de ciudadanos la empresa cobraría por la impresión alrededor de 5.500.000 pesos equivalentes a la misma suma en dólares estadounidenses. 
En cuanto al precio del DNI, el preacuerdo de 1991 con la empresa estatal francesa Sofremi preveía cobrar siete dólares en tanto que en la licitación que ganó Siemens el precio máximo era de veinticinco dólares por documento, más el impuesto al Valor Agregado (IVA) y finalmente se le adjudicó en 30 dólares incluyendo el IVA y la distribución domiciliaria. En ese momento el DNI hecho por el Estado le costaba al ciudadano 15 dólares y el envío a domicilio (optativo) otros 10 dólares. Se estimaba que la recaudación en los seis años oscilaría entre 600 y 900 millones de dólares y que constituiría "un suculento negocio".
Uno de los consorcios perdidosos afirmaba que Siemens cobraría 1.260 millones de dólares por lo que no costaba más de 180 y que los DNI por los que se pagarían entre 30 y 40 dólares no podían costar más de 3.50 pesos-dólares de la época.

### Garantía del Estado
En el contrato firmado preveía que se emitieran 24 millones de nuevos documentos en cinco años pero si no se alcanza ese nivel el Estado debía pagar severas multas.

### Asesoramiento sospechado
Poco antes de que se dieran a conocer las evaluaciones de los participantes se hizo público que durante el proceso licitatorio Siemens recibió asesoramiento del exministro de Justicia del gobierno menemista Rodolfo Barra que, además, asesoraba al presidente Menem. Frente a los cuestionamientos éticos que se hicieron en ese momento, la empresa respondió que tenía un departamento legal que les asistía pero que necesitaron un "asesoramiento especial" y que Barra "era asesor del Presidente en una cuestión muy puntual: los derechos del nonato, por lo que no tenía ningún impedimento ético".

### Sorpresa por el resultado de la evaluación
Hubo una sorpresa generalizada cuando en enero de 1998 se conoció que en la evaluación técnica realizada por el gobierno el puntaje adjudicado al grupo Itron (Franco Macri) (70%) - SHL Systemhouse Inc. (10%) - TWR System Overseas (10%) - Malam System (10%), constituido por Ciccone Calcográfica, OCA, MCI, Supercom, Raytheon, Ceitech, Gabriel Álvarez y Hewlett Packard, señalado como el gran favorito, fue de solo 8.08 puntos en la calificación técnica y de seguridad, y 8,55 en el aspecto gerencial financiero por lo que fue superado por el grupo Siemens IT Services SA (99%), integrado por Siemens-Nixdorf, Siemens SA, Printrak, Imaging Automation, Indra y Mailfast, con 9,19 y 8,91 puntos respectivamente. Esto colocaba a Siemens como virtual ganador porque como el aspecto evaluado representaba el 75% del resultado final, el otro grupo debería presentar una oferta económica 5 o 6 pesos menor a la de su competidor alemán para revertir las posiciones. El representante en la Argentina de Malam y socio de Macri, Israel Lotersztain, no ocultó su sorpresa y comentó en forma no oficial que el Gobierno había elogiado durante este tiempo su experiencia en el control fronterizo, y apuntó que la evaluación eliminó "toda participación israelí en el proyecto y la empresa que tendrá a su cargo el control fronterizo es una empresa alemana (Siemens) sin experiencia en el tema". Afirmó que la evaluación era contradictoria con el interés manifestado por el oficialismo por controlar el paso fronterizo de Ciudad del Este, en el Paraguay, después de los atentados contra la embajada de Israel y la AMIA.

## Firma del contrato
El 6 de octubre de 1998 el gobierno firmó con la empresa alemana, el contrato que tres días después fue convalidado por el decreto 1342/98 firmado por el presidente Menem.

## Comienzo de la ejecución y cambio de gobierno
Siemens comenzó a realizar la informatización de algunos pasos fronterizos, la actualización de los padrones y la emisión de algunos DNI, sin embargo esto último debió suspenderse en febrero de 2000 cuando se comprobó que estaban mal confeccionados: en lugar del pulgar derecho se había estampado el izquierdo en cientos de documentos y en algunos casos la fotografía aparecía invertida.
La compañía alemana reconoció el error, pero vio detrás de ese episodio una maniobra detrás de la cual se encontrarían los integrantes de las dos reparticiones públicas que antes recibían parte de la recaudación (el Registro Nacional de las Personas y la policía Federal) y de las empresas perdidosas en la licitación.
En diciembre de 1999 el radical Fernando de la Rúa que había encabezado la Alianza (Argentina) asumió la Presidencia en reemplazo de Menem que terminó su mandato y encontró que en el presupuesto de 2000 aprobado por la administración justicialista no estaban previstos los recursos necesarios para seguir el contrato, esto es el pago -a la tarifa común- que debía hacer el Estado de los documentos de aquellas personas que no tenían dinero para hacerlo, cantidad que se estimaba correspondía a más del 50% de los aproximadamente 300.000 trámites que se realizan anualmente.

## Oposición del Defensor del Pueblo
El 26 de julio de 2000, Eduardo R.Mondino, quien ejercía el cargo de Defensor del Pueblo, afirmó que la licitación no tenía el marco legal adecuado. EN este sentido, recomendó al Ministerio del Interior que se llamara a concurso nacional e internacional para la contratación de un servicio integral para la implantación y operación de un sistema de control migratorio y de identificación de personas y dictaminó que "la contratación realizada es, ni más ni menos, que la privatización de una actividad propia del Estado".

## Renegociación con el nuevo gobierno de la Alianza
Juzgando que el contrato era inconveniente para el Estado porque era muy oneroso tanto para los ciudadanos como para el Estado, y que requería millonarias erogaciones estatales, De la Rúa buscó inicialmente renegociar el contrato para que por fin pudieran hacerse documentos de identidad más seguros y se evitara una rescisión en la que veía el riesgo de que Siemens hiciera, como luego efectivamente ocurrió, un importante reclamo a título de indemnización.
Después de arduas negociaciones, que algunos miembros del gobierno miraban con desconfianza, el ministro del Interior Federico Storani logró que Siemens bajara el precio de los DNI de 30 a 25 pesos y aumentara de 75.000 a 250.000 el número de documentos gratuitos para entregar a personas sin recursos. En diciembre de 2000, De la Rúa aseguró por teléfono al canciller alemán Gerhard Schröder que el problema con Siemens estaba cerca de solucionarse. Por ese mismo tiempo, Urel Sharef - un miembro de la Junta Directiva de Siemens AG - viajó especialmente a Buenos Aires para que le fuera confirmado el acuerdo de boca del propio Presidente, quien le prometió firmar un decreto para la continuidad del contrato en un lapso de 15 días. En ese momento, sin embargo, los funcionarios del gobierno consideraron necesarios los dictámenes de la Sindicatura General de la Nación y de la Procuración General del Tesoro.

## El informe de la SI.GE.N.
En febrero de 2001 la SI.GE.N. (Sindicatura General de la Nación) dirigida por Rafael Bielsa, que pertenecía al Frepaso, un partido político integrante de la coalición gobernante, presentó un informe en el cual sin mencionar la palabra "corrupción" sugería que el contrato era sospechoso y planteaba objeciones a cinco de sus puntos. Observaba, por ejemplo, que la rebaja en el precio de cada documento de 30 a 25 pesos-dólares era solo aparente: los primeros se enviarían a domicilio pero los de 25 pesos, no. La Ley de Emergencia económica aprobada en noviembre de 2000 había dispuesto, con fundamento en la grave situación en que estaban las finanzas del país, la caducidad de todos los contratos del Estado, salvo aquellos que fueran renegociados en un plazo que vencía el 21 de mayo de 2001 con la pauta de hacerlo con un "esfuerzo compartido", esto es que tanto el Estado como las empresas debían ceder posiciones. Como la renegociación estaba dentro de ese marco legal, para la SI.GE.N. era indispensable acceder a la "estructura de costos" del contrato para conocer cuál podía ser la contribución requerible a la concesionaria y verificar que estuviera haciendo el esfuerzo que requería la ley. Como Siemens no accedió a hacerlo, dictaminó en contra de la renegociación: "Para una evaluación integral de los resultados de la nueva ecuación económico-financiera de la contratista (...) debe destacarse la necesidad de contar con el correspondiente análisis de la estructura de costo del contrato y su correlación con los ingresos a percibir" y la SI.GE.N. "no ha podido hacer un análisis que permita arrojar conclusiones sobre la razonabilidad de la retribución del contratista (...) debido a que no hemos tenido a la vista datos concluyentes respecto de los costos de los servicios involucrados en la presente contratación, ni del valor de las inversiones requeridas". La principal impugnación podía resumirse entonces en un silogismo: la renegociación requería un esfuerzo compartido, Siemens no proporcionaba la información indispensable para verificar si lo había realizado, por lo tanto la renegociación no podía ser aprobada.

## La decisión de rescindir
El Ministro de Economía Domingo Felipe Cavallo que asumió el 21 de marzo de 2001 era el mayor defensor del contrato renegociado pues veía en la rescisión un serio obstáculo a su gestión y, en especial, a las negociaciones internacionales que llevaba a cabo. Por su parte el ministro del Interior, Federico Storani, que había logrado en la renegociación importantes rebajas de costos renunció en marzo de 2001 y fue reemplazado por Ramón Mestre quien con una copia del informe de la SI.GE.N. consultó con su hermano, que integraba una Cámara de Apelaciones, quien le dijo: "No firmes eso ni loco" y a partir de ese momento no solo se convirtió en un firme partidario de la rescisión sino que incluso en ello puso su cargo en juego. Aceptó sin embargo hacer una última tentativa y pocos días antes de vencer el plazo establecido por la Ley de Emergencia Económica envió a Siemens una propuesta preparado por la SI.GE.N. que reducía los beneficios de la empresa y aumentaba los del Estado, pero que estaba condicionado a que Siemens revelara la estructura de costos de su inversión, el cual fue rechazado por la empresa alemana.
El presidente De la Rúa, al que en ese momento le preocupaban más las buenas relaciones entre los dos países que el contrato por los DNI pidió a Bielsa que retirara sus objeciones y recibió esta respuesta: "Presidente, usted va a evitar recorrer los pasillos de Tribunales por cada 'no' que yo le diga. En cambio va a vivir en los juzgados por cada 'sí' que le digan los alcahuetes que tiene al lado". El viernes 18 de mayo de 2001 se expidió el decreto 669/91 con las firmas de Fernando De la Rúa y de sus ministros: Chrystian Colombo, Ramón Mestre y Domingo Felipe Cavallo, por el que se rescindió el contrato con Siemens en virtud de la ley de emergencia económica. Se había buscado esa vía para evitar afectar el prestigio de la empresa y menciona "la última propuesta hecha por el Ministerio del Interior que recepta gran parte de las opiniones de la Sindicatura General de la Nación".

## Reclamo ante el CIADI
En mayo del 2002 el Tribunal de Tasación de la Nación, un organismo asesor del gobierno determinó que el monto de la indemnización que correspondería a Siemens por la rescisión del contrato era inferior a los 90 millones de dólares, pero la empresa pretendía 602 millones.
Un punto crucial de esa diferencia era que el gobierno argentino solo consideraba el costo de las inversiones realizadas en tanto la empresa alemana pretendía que la compensación abarcase también al lucro cesante, gastos improductivos e intereses: 183,4 millones por inversiones realizadas; 52,8 millones por gastos improductivos, 255 millones por lucro cesante, 26,7 millones por compensación a los subcontratistas (Boldt SA, Correo Argentino SA, Impsat) y una suma adicional por aportes de capital y pagos de facturas con los que se llegaba a 602 millones.
En su visita a la Argentina en febrero de 2002 en momentos en que el país requería el ingreso de "fondos frescos" del F.M.I., el canciller Schröder trató con funcionarios argentinos el tema de Siemens y habría recibido del presidente argentino Eduardo Duhalde la oferta de pago de 200 millones de dólares por la rescisión en un esfuerzo por asegurarse el apoyo alemán en aquel organismo internacional.
Finalmente Siemens A.G. presentó en el Centro Internacional de Arreglo de Diferencias Relativas a Inversiones (Ciadi), un tribunal que depende del Banco Mundial un reclamo de 600 millones de dólares por la inversión que realizó por la licitación pero Argentina sostuvo que existieron fundamentos para la rescisión.

## Admisión de los pagos ilegales
En una carta fechada el 15 de diciembre de 2008 y dirigida al Ministro de Planificación Federal Julio De Vido el presidente de Siemens Argentina, Enrique Antonio Genzone, le comunicó que firmó un acuerdo con el Departamento de Justicia de Estados Unidos por "haber incurrido" en infracciones a la ley de prácticas de corrupción en el extranjero, durante la gestión del presidente Carlos Saúl Menem, vinculadas solo con el contrato de los DNI.
Por su parte el gobierno de los Estados Unidos había señalado dos días antes al presidente Menem y a sus funcionarios Carlos Corach y Hugo Franco, como los destinatarios de por lo menos 2,6 millones de dólares en sobornos pagados por Siemens. La Comisión Nacional de Valores norteamericana (SEC, por su sigla en inglés) afirmó que la empresa pagó 6 millones de dólares en "sobornos adicionales a funcionarios del nuevo gobierno", y que esos pagos se extendieron entre 1998 y 2004, aun cuando dejó implícito que no había abarcado a funcionarios de los presidentes Eduardo Duhalde o Néstor Kirchner, sino que serían pagos "atrasados".
Tanto Menem como Corach negaron los cargos y exigieron pruebas de las acusaciones. En documentos llegados al Juez argentino interviniente figuran las iniciales de algunos supuestos receptores de aquellas coimas, con sus respectivos montos: "CM", con US$ 16 millones; "CC" y "HF", con US$ 9,75 millones cada uno, y "CS", con US$ 7,5 millones.

## Los pagos que se afirman realizados
En síntesis, de la presentación judicial que hicieron los abogados de la SEC se mencionan los siguientes importes de pagos, si bien se ignora por ahora cuáles son las pruebas respaldatorias de tales afirmaciones. Aparentemente algunos de los importes consignados están comprendidos dentro de otros también mencionados:
- un "ex presidente, un "exministro", un "exfuncionario" y varios "agentes" y "consultoras" recibieron más de 150 millones de dólares.
- entre 1998 y 2004 Siemens pagó a altos funcionarios del gobierno de la Argentina más de 40 millones de dólares.
- entre 1998 y 1999 ejecutivos de Siemens autorizaron a que se pagaran 19 millones de dólares a consultores para sobornos, de los cuales por lo menos 2,6 millones fueron transferidos de las cuentas de esos consultores al presidente de la Argentina, el ministro del Interior y el titular del Control de Inmigración para obtener el contrato.
- una vez que asumió la presidencia Fernando de la Rúa y anunció que cancelaría el contrato Siemens pagó 6 millones de dólares en sobornos adicionales a funcionarios de la nueva administración para tratar de evitarlo.
- al resolverse el contrato Siemens suspendió el pago de los sobornos comprometidos, pero ante reclamos de pagos y amenazas a sus ejecutivos en la Argentina Siemens pagó durante los siguientes cuatro años más de 23 millones de dólares.

En los pagos intervinieron un miembro del directorio ejecutivo central en Alemania y su máximo ejecutivo en la Argentina (su CEO) y su máximo referente financiero en el país (CFO), cuyos nombres no proporcionaron la SEC ni Siemens pero que, según la información periodística serían: Uriel Sharef, Mathias Kleinhempel y Marcelo Etcharrán, quienes en 2003 se reunieron en Estados Unidos con "el principal intermediario para negociar los términos del pago", que de acuerdo con los datos aportados un día antes por el Departamento de Justicia podría ser el empresario Carlos Sergi.
En cuanto a las vías por las que se canalizaron los pagos, la SEC afirma que 9,5 millones se asentaron en libros como salida por un proyecto de la compañía en China y otros a través de cuentas bancarias norteamericanas respaldados por facturas ficticias por servicios inexistentes, en conexión con el proyecto de los documentos de identidad y otros proyectos en la región, incluyendo a un exministro y miembro del Congreso argentino.
El 13 de diciembre de 2011 la SEC presentó una demanda ante el Tribunal Federal de Distrito de Manhattan en la que asegura que antiguos directivos de Siemens entregaron a través de cuentas en bancos estadounidenses más de 100 millones de dólares, 31,3 millones de ellos después que el 12 de marzo de 2001 Siemens empezara a cotizar en la Bolsa de Nueva York y a estar por tanto bajo la supervisión de la SEC, en sobornos a funcionarios de los gobiernos de los expresidentes argentinos Carlos Menem y Fernando De la Rúa para lo cual falsificaron documentos como facturas y contratos de consultoría. El objetivo fue lograr la adjudicación y, cuando el proyecto fue cancelado, continuaron efectuando pagos en un intento por revivir el proyecto hasta principios de 2007, de acuerdo al texto de la denuncia.
Posteriormente la empresa inició un proceso de arbitraje para recuperar sus costes y beneficios esperados del contrato cancelado, y pagó más sobornos para ocultar las pruebas de cómo logró el contrato original. A Siemens le adjudicaron por ese concepto 217 millones de dólares más intereses, suma a la que renunció cuando en 2009 llegó a un acuerdo con las autoridades de Alemania, Argentina y Estados Unidos para resolver las demandas presentadas contra la compañía en esos países, y pagó una multa adicional de 448 millones de dólares. La Fiscalía identificó a los exdirectivos de Siemens y Siemens Argentina acusados como: Uriel Sharef, Ulrich Bock, Stephan Singer, Herbert Steffen, Andres Truppel, Carlos Sergi, Heberhard Reithert y Miguel Czysch y el Departamento de Justicia de Estados Unidos presentó cargos de conspiración para violar la Ley de Prácticas Corruptas, transferencia ilegal de capital y blanqueo de dinero.

## Imputación de Siemens AG al gobierno de la Alianza
La empresa alemana afirmó en diciembre de 2008 que la administración De la Rúa amenazó con terminar el contrato con el argumento de que se había firmado con fraude. Hasta ahora todos los exfuncionarios que actuaron en ese gobierno que se han manifestado sobre el tema han dicho que ignoraban que el contrato fuera fraudulento, pero muchos dijeron haberlo sospechado.
Siemens también dijo que pagó "seis millones de dólares en sobornos adicionales a funcionarios del nuevo gobierno argentino. De todos modos, a pesar de estos pagos, el contrato fue cancelado en mayo de 2001". Está reconocido que había diferencias entre los funcionarios acerca del camino a seguir; si bien algunos sugerían la rescisión otros daban más relevancia a las posibles represalias de la empresa alemana que tenía una fácil llegada al gobierno alemán cuya posición era muy importante para el país en momentos en que estaba pidiendo asistencia externa para superar una situación económica que finalmente desembocó en el default o temían que reclamara, como lo hizo luego, una crecida indemnización. 
El periodista Alberto Amato recordó que la empresa alemana tiene contratos vigentes con el gobierno argentino y que "para no perder sus millonarios contratos actuales con Estados Unidos, Siemens admitió haber pagado esas coimas en la Argentina. Y si bien no involucró a los gobiernos posteriores al 2001, también aseguró haber seguido pagando en la Argentina hasta 2007. A quiénes pagó Siemens; por qué, si el contrato de los DNI estaba rescindido desde mayo de 2001; y por cuáles "servicios" siguió invirtiendo dinero sucio en Buenos Aires, es un misterio que sólo Siemens puede revelar."

## La investigación en Argentina
En Argentina la investigación sobre el contrato de Siemens es de antigua data pero con muy pocos avances. En 2004 solo un planteo de la Oficina Anticorrupción evitó cerrarla y recién volvió a activarse en 2007 al trascender en la prensa que en Alemania la justicia investigaba a las autoridades de la compañía por el supuesto pago de sobornos en varias partes del mundo. El juez federal Ariel Lijo, a cargo de la causa, envió un exhorto en diciembre de 2008 al Departamento de Justicia de Estados Unidos en el que pide los detalles del informe de la SEC, en especial los referidos a las cuentas o transferencias bancarias y todos los datos conducentes a identificar a los exfuncionarios argentinos que habrían recibido sobornos. En esta causa ya están imputados Menem, Corach, el exsecretario de Población Aldo Carreras y representantes de la empresa Siemens Argentina.
El 19 de febrero de 2009 por orden del juez Lijo (quien tiene previsto viajar a Alemania en la segunda quincena de abril) se allanaron cinco oficinas de Siemens Argentina en Buenos Aires donde, según comentarios extraoficiales, se buscaba el "capítulo argentino de la auditoría interna" realizada por el estudio jurídico Debevoise & Plimpton LLP cuyo envío había sido solicitado anteriormente a la empresa pero se negó a entregarlo.
El 10 de mayo de 2011 el exintegrante del directorio de la filial Siemens Argentina, Carlos Sergi, sospechado de haber organizado la "ingeniería financiera" del pago de sobornos fue detenido en la lujosas Torres Le Parc, en Barrio Parque por orden del juez Lijo que quiere interrogarlo sobre los informes bancarios llegados de Suiza que dicen que por una cuenta a su nombre habrían pasado unos 15 millones de dólares que serían parte de los sobornos pagados.

## Otros casos de corrupción reconocidos por Siemens
Según la SEC, Siemens reconoció haber pagado sobornos a funcionarios extranjeros en conexión con al menos 290 proyectos o ventas individuales en Venezuela, China, Israel, Bangladés, Nigeria, la Argentina, Vietnam, Rusia y México.
La filial de Siemens en Venezuela dijo que desde noviembre de 2001 hasta mayo de 2007 pagó sobornos por valor de "al menos" 18,78 millones de dólares a funcionarios venezolanos, para ser favorecida en la adjudicación de los proyectos para construir un tren suburbano en Valencia y otro en Maracaibo.

## Actitud de los gobiernos de Estados Unidos y de Alemania
Una vez ganada la licitación Siemens reconoció que el gobierno de los Estados Unidos había ejercido presión para que la licitación se concretara pues consideraba que el sistema de identificación y control migratorio era muy deficiente en Argentina.
Cuando De la Rúa suspendió el contrato de Siemens el gobierno alemán comenzó a apoyar en forma explícita a la empresa y el asunto fue mencionado en todos los encuentros que mantuvo el canciller alemán, Gerhard Schröder tanto con el presidente De la Rúa como con Eduardo Duhalde su sucesor en el cargo.
Además en julio de 2000, De la Rúa recibió una carta de Schröder, en la que el canciller solicitó una definición sobre el tema y destacó la importancia de no afectar la seguridad jurídica para que continuaran las inversiones alemanas en el país. 
En su momento se mencionó públicamente el problema con Siemens como una de las razones que llevaron a Alemania a mantener una posición dura respecto de la Argentina en el Fondo Monetario Internacional (FMI).
Cuando pocos días después de la anulación visitó Argentina, el ministro de Defensa de Alemania, Rudolf Scharping, criticó la medida en una reunión con legisladores argentinos diciendo que atentaba contra la seguridad jurídica y que podía ocasionar problemas en futuros acuerdos comerciales con Alemania.